# Stenus lustrator
Stenus lustrator – gatunek chrząszcza z rodziny kusakowatych i podrodziny myśliczków (Steninae).
Gatunek ten został opisany w 1839 roku przez Wilhelma Ferdinanda Erichsona.
Chrząszcz o silnie połyskującym ciele długości od 4,5 do 5 mm. Szerokość jego głowy mierzona wraz z oczami jest nieco większa niż nasady pokryw. Na powierzchni przedplecza i pokryw punkty, przynajmniej w większości, nie stykają się ze sobą. Początkowe tergity odwłoka mają pośrodku części nasadowych pojedyncze, krótkie listewki. Co najmniej cztery pierwsze tergity mają boczne brzegi odgraniczone szerokimi bruzdami. Odnóża są ubarwione żółtobrunatnie z ciemniejszymi wierzchołkami ud oraz wierzchołkami i nasadami goleni. Smukłe tylne stopy prawie dorównują długością goleniom.
Owad palearktyczny, rozprzestrzeniony od północnej i środkowej części Europy po Syberię Zachodnią. Ponadto znany z Kanady. Na północ jego zasięg dochodzi do koła podbiegunowego. Zasiedla olszyny, bory bagienne, leśne mokradła i zabagnione łąki, gdzie przebywa wśród mchów, pod opadłymi liśćmi i na roślinach.